# Maraenui

Maraenui  est une banlieue de la cité de Napier, située dans la région de Hawke's Bay  dans l’est de la Nouvelle-Zélande au niveau de l’Île du Nord .

## Caractéristiques
C’est un environnement de faible niveau socio-économique avec un mélange de propriétés  occupées par ses propriétaires et de maisons construites par l’état (de type Kāinga Ora – maisons et Communautés (en) , et elle a un taux élevé d’utilisation des drogues synthétiques.

## Toponymie
Le Ministère de la Culture et du Patrimoine  de Nouvelle-Zélande donne la traduction de "grand marae" pour Maraenui .

## Éducation
L’ école « Maraenui Bilingual School » est une école publique, mixte, assurant tout le primaire avec un effectif de 172 élèves en mars 2019.
L’école « Richmond School » est une école mixte, primaire  avec un effectif de 107 élèves en mars 2019 .